# Graysville (Tennessee)
Graysville is een plaats (town) in de Amerikaanse staat Tennessee, en valt bestuurlijk gezien onder Rhea County.

## Demografie
Bij de volkstelling in 2000 werd het aantal inwoners vastgesteld op 1411.
In 2006 is het aantal inwoners door het United States Census Bureau geschat op 1436, een stijging van 25 (1,8%).

## Geografie
Volgens het United States Census Bureau beslaat de plaats een oppervlakte van
2,1 km², geheel bestaande uit land. Graysville ligt op ongeveer 223 m boven zeeniveau.

## Plaatsen in de nabije omgeving
De onderstaande figuur toont nabijgelegen plaatsen in een straal van 28 km rond Graysville.